# もっとでっかくNo.1
「もっとでっかくNo.1」（もっとでっかくナンバーワン）は諸星和己（当時・光GENJI）のソロ曲で『忍たま乱太郎 オリジナル・サウンドトラック (1993)』に収録されている。

## 曲の詳細
1. もっとでっかくNo.1 [4:03]
作詞：松井五郎、作曲・編曲：馬飼野康二
  - NHK教育アニメ『忍たま乱太郎』挿入歌